# Eulaema
Eulaema is een geslacht van vliesvleugelige insecten uit de familie bijen en hommels (Apidae)

## Soorten
- E. basicincta Moure, 2000
- E. bennetti Moure, 1967
- E. boliviensis (Friese, 1898)
- E. bombiformis (Packard, 1869)
- E. bomboides (Friese, 1923)
- E. cingulata (Fabricius, 1804)
- E. chocoana Ospina-Torres & Sandino-Franco, 1997
- E. flavescens (Friese, 1899)
- E. leucopyga (Friese, 1898)
- E. luteola Moure, 1967
- E. meriana (Olivier, 1789)
- E. mocsaryi (Friese, 1899)
- E. napensis Oliveira, 2006
- E. nigrifacies (Friese, 1897)
- E. nigrita Lepeletier, 1841
- E. parapolyzona Oliveira, 2006
- E. peruviana (Friese, 1903)
- E. polychroma (Mocsáry, 1899)

- E. polyzona (Mocsáry, 1897)
- E. pseudocingulata Oliveira, 2006
- E. seabrai Moure, 1960
- E. sororia Dressler & Ospina-Torres, 1997
- E. speciosa (Mocsáry, 1897)
- E. tenuifasciata (Friese, 1925)
- E. terminata (Smith, 1874)